# Contea di Culpeper
La contea di Culpeper (in inglese Culpeper County) è una contea dello Stato della Virginia, negli Stati Uniti. La popolazione al censimento del 2000 era di 34 262 abitanti. Il capoluogo di contea è Culpeper.